# Simon Strübin
Simon Strübin (Zurigo, 21 marzo 1979) è un giocatore di curling svizzero.

## Biografia
Partecipò all'età di 30 anni ai XXI Giochi olimpici invernali edizione disputata a Vancouver nella Columbia Britannica, (Canada) nel febbraio del 2010, riuscendo ad ottenere la medaglia di bronzo nella squadra svizzera con i connazionali Jan Hauser, Markus Eggler, Ralph Stöckli e Toni Müller.
Nell'edizione la nazionale norvegese ottenne la medaglia d'argento, la canadese quella d'oro. Vinse una medaglia d'argento ai campionati mondiali di curling nel 2003.